# Thymebatis bicolor
Thymebatis bicolor là một loài tò vò trong họ Ichneumonidae.